# Woolsey Fire
Le Woolsey Fire est un feu de forêt qui s'est produit dans les comtés de Ventura et de Los Angeles en Californie entre le 8 et 21 novembre 2018.

## Résumé
Le 8 novembre 2018 à 14 h 22 HNP, la société électrique Southern California Edison déclare un sinistre sur l'un de ses circuits dans le comté de Ventura. À 14 h 24 HNP, le feu se déclare à cet endroit précis. Il prend de l’ampleur et progresse rapidement, poussé par des vents de Santa Ana soufflant à 80 à 97 km/h.
Au cours de la nuit et jusqu'au lendemain matin, le brasier se rapproche d'Agoura Hills via le Liberty Canyon pour continuer vers la U.S. Route 101 à proximité de Calabasas.
Dans l’après-midi du 9 novembre, les flammes atteignent la ville de Malibu située dans l'ouest du comté de Los Angeles.
Le 21 novembre 2018 à 18 h 11 HNP, le feu est maitrisé à 100 %.

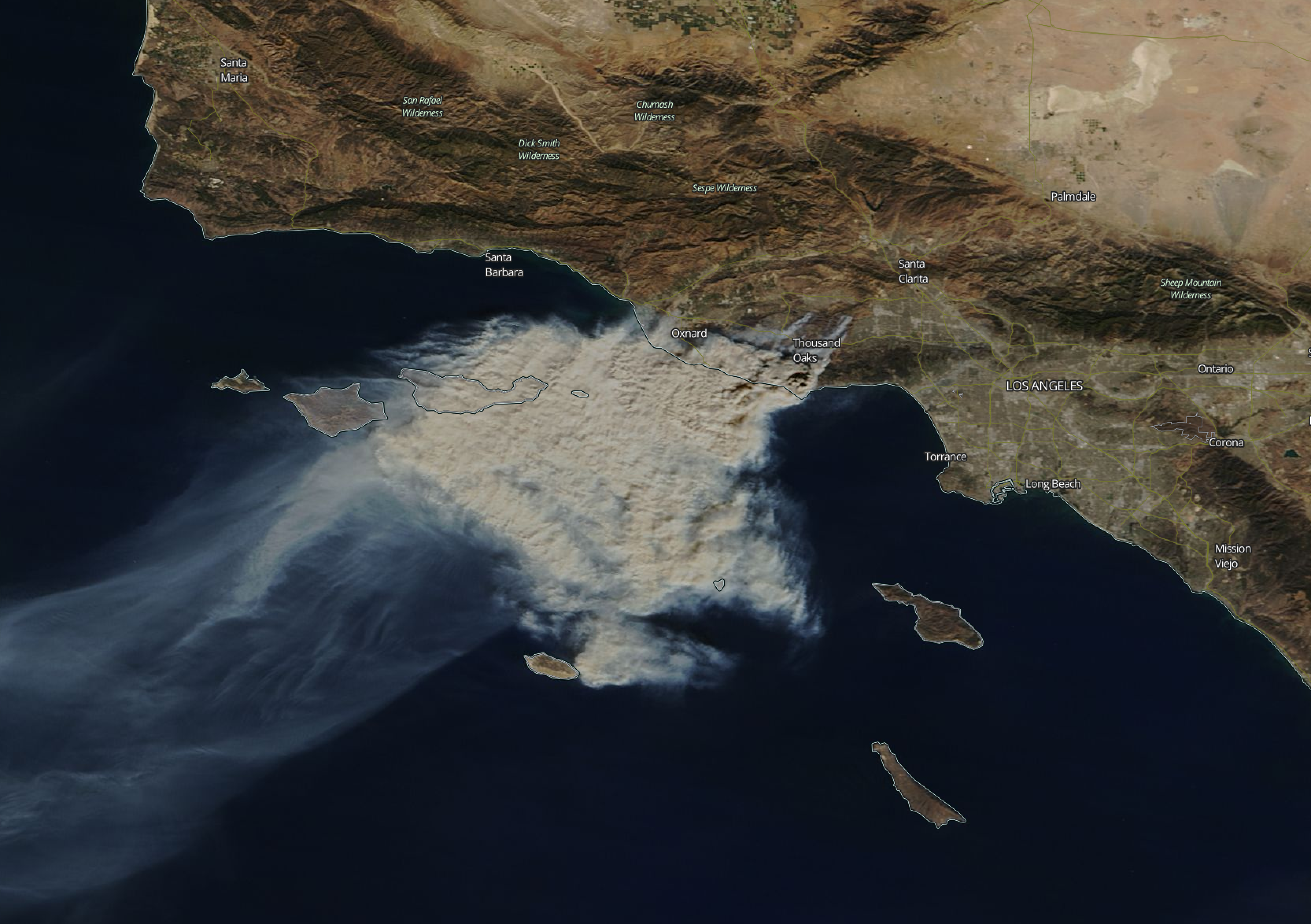
Image satellite du feu le 9 novembre 2018.

## Interventions

### Pompiers
Les pompiers jugent depuis ses débuts que l'incendie est incontrôlable. Le 9 novembre vers 5 h HNP, les avions bombardiers d'eau se mettent au travail en profitant de la diminution des vents.

### Policiers / ambulanciers
L'incendie complique également le travail des ambulanciers, faute d'électricité, le 10 novembre à Malibu, deux personnes dont une gravement brûlée n'ont pu être secourues. En janvier 2019, le shériff du comté de Los Angeles ouvre une enquête pour déterminer la cause de leurs morts.
Quatre jours plus tard, un troisième corps est retrouvé dans les décombres d'une maison incendiée du secteur d'Agoura Hills.
Deux cas de pillage qui ont fini en courses-poursuite sont recensés dans le comté de Ventura. À la suite de ces événements, des citoyens (dont Carey Hart) ont formé des groupes armés afin de défendre leurs quartiers contre les pilleurs. Mais le département du shériff de Los Angeles a tout de même rappelé à ses groupes indépendants de respecter les ordres d'évacuation malgré une reconnaissance de leurs contributions à la sécurité de leurs communautés.

### Domaine animalier
Des camps de vétérinaires ont ouvert pour les animaux sinistrés.

## Impact / dommages
La plupart des parcs de la Santa Monica Mountains National Recreation Area et la plage de Malibu ont été fermés. L'incendie a endommagé 88 % des parcs. La régénération de la biodiversité est perturbée par l'arrivée d'espèces pionnières  dont la moutarde noire, recolonisant les terrains ravagés par les flammes, particulièrement les côtes centrales et méridionales .
Parmi les habitations touchées, se trouvent des propriétés de célébrités comme celle du couple Miley Cyrus et Liam Hemsworth ou les ranchs de Peter Strauss et Ronald Reagan, certaines se révélant totalement ravagées.
D'importants lieux de tournages sont aussi emportés par les flammes, notamment le village western de Paramount Pictures et la Villa De La Vina, où est tourné la télé-réalité The Bachelor et The Bachelorette

## Réaction
Le 10 novembre 2018, le président Donald Trump critique sur Twitter la « mauvaise gestion » des forêts par l'exécutif californien qui aurait favorisé l'ampleur de l'incendie. Cette accusation est réfutée par les experts, qui soulignent notamment que les territoires impactés ne sont pas des forêts.
De nombreuses critiques se sont élevées contre les services des pompiers du comté de Los Angeles, la ville de Malibu, et le Los Angeles Sheriff Department pour leur preparation et leur gestion avant, pendant et après l'incendie,,,,.